# Tysklands U/16-fodboldlandshold
Tysklands U/16-fodboldlandshold er Tysklands landshold for fodboldspillere, som er under 16 år og administreres af Deutscher Fußball-Bund (DFB).